# 大沼 (相模原市)
大沼（おおぬま）は、神奈川県高座郡相模原町および相模原市の旧大字名。現在の同市南区の北部を占める。
元は同郡大野村の大字淵野辺の一部であり、1941年（昭和16年）に同村が合併により相模原町の一部となった際に独立した大字として起立した。1970年（昭和45年）以降、住居表示の実施された区域が当大字から分離するにつれて順次縮小し、1997年（平成9年）に消滅した。
「大沼」の名は当地域内にあった沼、およびその付近に開かれた江戸時代前期の新田集落（大沼新田）に由来する。

## 地理
元の大字大沼は現在の南区の北部に位置し、旧大字では北東方向は八王子道（神奈川往還）を境に古淵（1952年までは大字淵野辺の一部）と、北西方向では現在の中央区との境界で淵野辺と、南西方向は当麻（飛地）と下溝、南東方向は鵜野森と隣接していた。
全域が相模原台地の「上段」（相模原面）上にあり、ほとんど平坦であるが、大沼神社（南区東大沼二丁目）付近がわずかな窪地となり、「大沼」と呼ばれる沼があった。これは地下の宙水に由来するものであり、全般に地下水位が非常に深い台地上面にあって、この周辺は浅い位置で地下水が得られる。相模原台地上にはこのほかに「小沼」（南区若松二丁目）、「菖蒲沼」（中央区淵野辺五丁目）、「鹿沼」（中央区鹿沼台二丁目）など、宙水に由来する大小の沼が散在していたが、公園内の池として整備された鹿沼以外はいずれも1970年代までに埋め立てられ消滅した。大沼も20世紀前半には水田として利用されていたが、1960年代後半以降、埋め立てられ宅地化した。大沼から流れ出す川は台地上面に浅い谷を穿ち相模大野方面へ流れて深堀川となっていたが、現在は暗渠化されている。
大沼神社の西側を南北に走る街路（長久保通り。古くは相州通りと称した）がかつての大沼新田の集落を抜く通りであり、周辺の宅地化の進行や道路の拡張・新設にもかかわらず地割などの面で新田集落の面影を残す。当地域は周辺の鉄道駅のいずからも離れていたために市街化の波及が緩慢で、耕地や背後の雑木林が多く残されている。逆にそのことから1980年代後半にJR東日本横浜線古淵駅（1988年開業）に近い当大字北部で大規模な区画整理事業が行われた例を除いて全域で虫食い状に宅地開発が行われ、スプロール化が著しい。

## 歴史
元は相模原台地上に広がる原野相模野の一部で「木曽野」と呼ばれ、相模国高座郡淵野辺村および境川対岸の武蔵国多摩郡木曽村（現東京都町田市木曽町）の入会地であり、木曽村の村高の中に入れられていた。1698年（元禄11年）に木曽村が旗本領から幕府領（天領）となると、同村から入会地の開発が願い出され、翌1699年（元禄12年）に主に同村および淵野辺村からの入植者によって新田の開発が始まった（後に木曽村から分村した根岸村（現町田市根岸町）も加わる）。
開発地の新畑高および野高は淵野辺村に入れられるものとされ、1707年（宝永4年）に検地が行われ178町歩、高379石余りの大沼新田が成立した。宙水と雨天時の溜まり水を水源とする大沼では開かれた水田を潤すのには足りず、開墾地は大沼付近を除いていずれも畑であり、検地帳に田の計上はない。地味に乏しいために畑の収量も少なく、植林を行いそこから得られる薪炭および養蚕に大きく依存していた。現在当地域内に広く残存する雑木林は、このために植林されたものである。
以上の経緯から、当地域は明治初期まで高座郡淵野辺村に属していた。1889年（明治22年）、淵野辺村がほか4村と合併して高座郡大野村となると、当地域は同村大字淵野辺の一部となった。村役場が当地域内の八王子道沿い（大字淵野辺字下長久保）に置かれ村の行政中心となったが、付近に鉄道駅が設置されなかったこともあり、格段の発展は見られなかった。
1941年（昭和16年）、大野村が上溝町、座間町ほか5村と合併して高座郡相模原町となり、それに合わせて大字淵野辺の南部に当たる当地域が分離して大字大沼として独立した。合併に先立って付近には陸軍施設の進出が相次いだが、当地域には進出がなく、引き続き新田集落とその周囲に耕地と雑木林の広がる景観が残された。ただし軍都計画に関連して当大字北部の雑木林を貫通して幅の広い計画道路が建設され（現国道16号）、沿道の雑木林内に相模忠霊塔（現相模原市忠霊塔）が建立された。また太平洋戦争中に当大字西部（現南区大野台）への北海道からの入植が始まり、1946年（昭和21年）に開拓農業協同組合が設立されて海外からの引揚者などを受け入れての開墾が行われた。
1960年代後半になると当大字にも市街化の波が及び始め、小田急小田原線相模大野駅の駅勢圏に属する南東部から虫食い状に宅地化が進行した。相模原市は1964年（昭和39年）に住居表示事業による新町名の編成に着手し、当大字では1970年（昭和45年）以降その一部が順次対象となって当大字から分離、1997年（平成9年）に最後まで残存した区域で住居表示が実施されて当大字は消滅した。その経過を以下に掲げる。
- 1970年（昭和45年）7月1日 - 御園一丁目・三丁目（三丁目の一部は大字磯部から）
- 1972年（昭和47年）10月1日 - 西大沼一丁目〜五丁目、東大沼一丁目〜四丁目、若松一丁目〜六丁目（一丁目〜三丁目の一部は大字鵜野森から）
- 1973年（昭和48年）7月1日 - 大野台一丁目〜八丁目（三丁目の一部は大字淵野辺から。また三丁目・四丁目の西半部は1979年に大字当麻、下溝、麻溝台から編入）
- 1991年（平成3年）10月1日 - 古淵二丁目・三丁目（一部は大字古淵から）
- 1997年（平成9年）11月1日 - 古淵六丁目（大字大沼消滅）